# Yesterday Once More (chanson)
Pour les articles homonymes, voir Yesterday Once More.
Singles de The Carpenters
Sing (en)
(1973) Top of the World
(1973)
Yesterday Once More est une chanson écrite par Richard Carpenter et John Bettis et interprétée par le duo américain The Carpenters, parue sur leur album Now & Then (en). Elle est sortie le 16 mai 1973 en single sur le label A&M Records.
La chanson a atteint la 2e position du classement américain Billboard Hot 100. C'est le single le plus vendu des Carpenters dans le monde et leur single le plus vendu au Royaume-Uni. Richard Carpenter a déclaré, dans un documentaire japonais, qu'il s'agissait de sa chanson préférée parmi toutes celles qu'il avait écrites. Il en a interprété une version instrumentale lors de concerts.
L'adaptation française Sha la la (Hier est près de moi), écrite par Eddy Marnay et interprétée par Claude François a eu plus de succès en France.

## Thème
La chanson a pour thème la réminiscence des chansons des anciennes générations. Sur l'album Now & Then, elle est suivie d'un long pot-pourri qui occupe toute la face B de l'album, composé de huit reprises de chansons des années 1960 incorporées dans une émission de radio de type « vieux succès » (« oldies »).

## Accueil commercial
Aux États-Unis, le single s'est classé à la deuxième place du Billboard Hot 100, la première place étant occupée par Bad, Bad Leroy Brown de Jim Croce. Il s'agit de la cinquième chanson du duo à atteindre la deuxième place du classement, ce qui en fait le groupe ayant le plus grand nombre de singles numéro deux dans ce classement, derrière Madonna. La chanson a également atteint la première place du classement Billboard Easy Listening, devenant leur huitième numéro 1 dans ce classement en quatre ans. Dans le Cash Box Top 100 du 2 juin 1973, Yesterday Once More était le single entrant le mieux classé, à la 71e place et atteint finalement la première place. En Belgique, il s'est classé à la 15e place du hit-parade francophone.
C'est le disque le plus vendu par The Carpenters dans le monde et leur single le mieux classé au Royaume-Uni, atteignant la deuxième place.

## Liste des titres
| A. | Yesterday Once More | 3:50 |
| B. | Road Ode            | 3:50 |

## Crédits
- Karen Carpenter – chant et chœurs, batterie
- Richard Carpenter – chœurs, piano, piano électronique Wurlitzer, orgue Hammond, orchestration
- Hal Blaine – batterie
- Joe Osborn – basse
- Tony Peluso (en) – guitare électrique
- Earl Dumler – cor anglais

Crédits adaptés des notes d'accompagnement.

## Classements
| Classement (1973–74)                    | Meilleure position |
| --------------------------------------- | ------------------ |
| Allemagne de l'Ouest (Media Control)    | 21                 |
| Argentine (Prensario)                   | 11                 |
| Australie (Kent Music Report)           | 9                  |
| Belgique (Flandre Ultratop 50 Singles)  | 5                  |
| Belgique (Wallonie Ultratop 50 Singles) | 15                 |
| Canada (Top Singles)                    | 1                  |
| Canada (Adult Contemporary Tracks)      | 1                  |
| États-Unis (Hot 100)                    | 2                  |
| États-Unis (Easy Listening)             | 1                  |
| États-Unis (Cash Box Top 100)           | 1                  |
| Finlande (Suomen virallinen lista)      | 14                 |
| Hong Kong (Billboard)                   | 1                  |
| Irlande (IRMA)                          | 8                  |
| Japon (Oricon)                          | 5                  |
| Japon (Oricon International Singles)    | 1                  |
| Malaisie (Billboard)                    | 1                  |
| Norvège (VG-lista)                      | 6                  |
| Nouvelle-Zélande (RMNZ)                 | 2                  |
| Pays-Bas (Nederlandse Top 40)           | 7                  |
| Pays-Bas (Nationale Hitparade)          | 5                  |
| Rhodésie (Hits of the Week)             | 6                  |
| Royaume-Uni (UK Singles Chart)          | 2                  |
| Singapour (Billboard)                   | 1                  |

| Classement (1973)              | Position |
| ------------------------------ | -------- |
| Australie (Kent Music Report)  | 65       |
| Belgique (Flandre Ultratop)    | 54       |
| Canada (Top Singles)           | 23       |
| États-Unis (Hot 100)           | 70       |
| États-Unis (Easy Listening)    | 10       |
| États-Unis (Cash Box Top 100)  | 43       |
| Pays-Bas (Nederlandse Top 40)  | 60       |
| Pays-Bas (Nationale Hitparade) | 63       |
| Royaume-Uni (UK Singles Chart) | 18       |

| Région                                                                  | Certification | Ventes     |
| ----------------------------------------------------------------------- | ------------- | ---------- |
| États-Unis (RIAA)                                                       | Or            | 1 000 000^ |
| Japon                                                                   | —             | 600 000    |
| Royaume-Uni (BPI)                                                       | Argent        | 354 000    |
| ^Mise en rayon selon la certification xNon précisé par la certification |               |            |

## Version de Claude François
Singles de Claude François
Chanson populaire
(1973) Le Mal aimé
(1974)
Une adaptation en français de la chanson par Eddy Marnay, intitulée Sha la la (Hier est près de moi), a été interprétée par Claude François. Cette version est parue sur son album Chanson populaire de 1973 et sortie en 45 tours en février 1974 sur son label Disques Flèche.
Le 45 tours s'est écoulé à plus de 250 000 exemplaires en France.

### Liste des titres
| A. | Sha la la (Hier est près de moi) | E. Marnay, R. Carpenter                | 3:53 |
| B. | Immortelles sont les filles      | C. François, J.P. Bourtayre, Y. Dessca | 2:58 |

### Crédits
- Claude François – chant
- Richard Carpenter – composition
- Eddy Marnay – adaptation
- Michel Bernholc – chef d'orchestre
- Gilbert Moreau – photographie

### Classements
| Classement (1974)                       | Meilleure position |
| --------------------------------------- | ------------------ |
| Belgique (Wallonie Ultratop 50 Singles) | 12                 |
| France (SNEPA)                          | 4                  |

| Classement (1974) | Position |
| ----------------- | -------- |
| France (SNEPA)    | 47       |

## Autres versions
- Le groupe de soul américain The Spinners a repris la chanson dans un medley incluant la chanson Nothing Remains the Same en 1981, atteignant la 52e place du Billboard Hot 100 aux États-Unis et la 45e place du classement Easy Listening.
- Le groupe de rock américain Redd Kross a repris la chanson sur l'album hommage aux Carpenters de 1994, If I Were a Carpenter. Cette reprise est sortie sous la forme d'un single double face A avec leur reprise de la chanson Superstar de Sonic Youth. Elle a atteint la 45e place du UK Singles Chart et la 84e place du classement australien de l'ARIA.